# Список космических запусков СССР в 1974 году
Список космических запусков СССР в 1974 году
| Дата        | Ракета-носитель | Полезная нагрузка (тип)              | Космодром / Стартовый комплекс | SCD/NSSDC ID                          | Результат |
| ----------- | --------------- | ------------------------------------ | ------------------------------ | ------------------------------------- | --------- |
| 17 января   | Космос-3М       | Космос-628 (Залив)                   | Плесецк 132/2                  | 07094 / 1974-001A                     | Успех     |
| 24 января   | Восход          | Космос-629 (Зенит-2М)                | Плесецк 43/4                   | 07100 / 1974-003A                     | Успех     |
| 30 января   | Восход          | Космос-630 (Зенит-4МК)               | Плесецк 43/4                   | 07104 / 1974-004A                     | Успех     |
| 6 февраля   | Космос-3М       | Космос-631 (Целина-О)                | Плесецк 132/2                  | 07109 / 1974-005A                     | Успех     |
| 12 февраля  | Восход          | Космос-632 (Зенит-4МК)               | Байконур Пл. 31                | 07117 / 1974-006A                     | Успех     |
| 27 февраля  | Космос-2        | Космос-633 (ДС-П1-Ю № 71)            | Плесецк 133/1                  | 07187 / 1974-010A                     | Успех     |
| 5 марта     | Восток-2М       | Метеор-1-16 (Метеор-МВ)              | Плесецк 43/4                   | 07209 / 1974-011A                     | Успех     |
| 5 марта     | Космос-2        | Космос-634 (ДС-П1-Ю № 67)            | Плесецк 133/1                  | 07211 / 1974-012A                     | Успех     |
| 14 марта    | Восход          | Космос-635 (Зенит-2М)                | Плесецк 43/4                   | 07216 / 1974-014A                     | Успех     |
| 20 марта    | Союз-У          | Космос-636 (Зенит-4МК)               | Байконур Пл. 31                | 07225 / 1974-016A                     | Успех     |
| 26 марта    | Протон-К/ДМ     | Космос-637                           | Байконур 81/23                 | 07229 / 1974-017A                     | Успех     |
| 3 апреля    | Союз-У          | Космос-638 (Союз 7К-ТМ)              | Байконур Пл. 31                | 07234 / 1974-018A                     | Успех     |
| 4 апреля    | Восход          | Космос-639 (Зенит-4МК)               | Плесецк 41/1                   | 07240 / 1974-019A                     | Успех     |
| 11 апреля   | Восход          | Космос-640 (Зенит-2М)                | Плесецк 43/4                   | 07245 / 1974-021A                     | Успех     |
| 12 апреля   | Восход          | Зенит-4МК                            | Байконур Пл. 31                |                                       | Неудача   |
| 20 апреля   | Молния-М        | Молния-1-27 (Молния-1+)              | Плесецк 43/4                   | 07260 / 1974-023A                     | Успех     |
| 23 апреля   | Космос-3М       | Космос-641 — Космос-648 (Стрела- 1М) | Плесецк 132/2                  | 07265 / 1974-024A — 07272 / 1974-024H | Успех     |
| 24 апреля   | Восток-2М       | Метеор-1-17 (Метеор-МВ)              | Плесецк 43/4                   | 07274 / 1974-025A                     | Успех     |
| 26 апреля   | Молния-М        | Молния-2-09 (Молния-2)               | Плесецк 41/1                   | 07276 / 1974-026A                     | Успех     |
| 29 апреля   | Восход          | Космос-649 (Зенит-4МК)               | Плесецк 43/4                   | 07280 / 1974-027A                     | Успех     |
| 29 апреля   | Космос-3М       | Космос-650 (Сфера)                   | Плесецк 132/2                  | 07281 / 1974-028A                     | Успех     |
| 15 мая      | Циклон-2        | Космос-651 (УС-А)                    | Байконур 90/19                 | 07291 / 1974-029A                     | Успех     |
| 15 мая      | Союз-У          | Космос-652 (Зенит-4МК)               | Байконур Пл. 31                | 07292 / 1974-030A                     | Успех     |
| 15 мая      | Восход          | Космос-653 (Зенит-2М)                | Плесецк 43/4                   | 07293 / 1974-031A                     | Успех     |
| 17 мая      | Циклон-2        | Космос-654 (УС-А)                    | Байконур 90/19                 | 07297 / 1974-032A                     | Успех     |
| 17 мая      | Космос-3М       | Интеркосмос-11 (ДС-У3-ИК № 4)        | Капустин Яр 107/1              | 07299 / 1974-034A                     | Успех     |
| 21 мая      | Космос-3М       | Космос-655 (Целина-О)                | Плесецк 132/2                  | 07306 / 1974-035A                     | Успех     |
| 23 мая      | Союз-У          | Янтарь-2К                            | Плесецк 43/3                   |                                       | Неудача   |
| 27 мая      | Союз            | Космос-656 (Союз 7К-Т (А9))          | Байконур Пл. 1                 | 07313 / 1974-036A                     | Успех     |
| 29 мая      | Протон-К/Блок Д | Луна-22                              | Байконур 81/24                 | 07315 / 1974-037A                     | Успех     |
| 30 мая      | Восход          | Космос-657 (Зенит-4МК)               | Плесецк 43/4                   | 07317 / 1974-038A                     | Успех     |
| 6 июня      | Восход          | Космос-658 (Зенит-2М)                | Байконур Пл. 31                | 07328 / 1974-041A                     | Успех     |
| 13 июня     | Восход          | Космос-659 (Зенит-4М)                | Плесецк 43/4                   | 07334 / 1974-043A                     | Успех     |
| 18 июня     | Космос-3М       | Космос-660 (Вектор)                  | Плесецк 132/2                  | 07337 / 1974-044A                     | Успех     |
| 21 июня     | Космос-3М       | Космос-661 (Целина-О)                | Плесецк 132/2                  | 07339 / 1974-045A                     | Успех     |
| 24 июня     | Протон-К        | Салют-3 (Алмаз ОПС-2)                | Байконур 81/23                 | 07342 / 1974-046A                     | Успех     |
| 26 июня     | Космос-2        | Космос-662 (ДС-П1-И № 14)            | Плесецк 133/1                  | 07347 / 1974-047A                     | Успех     |
| 27 июня     | Космос-3М       | Космос-663 (Залив)                   | Плесецк 132/1                  | 07349 / 1974-048A                     | Успех     |
| 29 июня     | Союз-М          | Космос-664 (Орион)                   | Плесецк 43/4                   | 07351 / 1974-049A                     | Успех     |
| 29 июня     | Молния-М        | Космос-665 (Око)                     | Плесецк 41/1                   | 07352 / 1974-050A                     | Успех     |
| 3 июля      | Союз            | Союз-14 (Союз 7К-Т(А9))              | Байконур Пл. 1                 | 07361 / 1974-051A                     | Успех     |
| 9 июля      | Восток-2М       | Метеор-1-18 (Метеор-Природа)         | Плесецк 43/4                   | 07363 / 1974-052A                     | Успех     |
| 11 июля     | Космос-2        | ДС-П1-Ю № 68                         | Плесецк 133/1                  |                                       | Неудача   |
| 12 июля     | Восход          | Космос-666 (Зенит-4МК)               | Плесецк 43/4                   | 07367 / 1974-053A                     | Успех     |
| 23 июля     | Молния-М        | Молния-2-10 (Молния-2)               | Плесецк 43/4                   | 07376 / 1974-056A                     | Успех     |
| 25 июля     | Восход          | Космос-667 (Зенит-4М)                | Байконур Пл. 31                | 07383 / 1974-057A                     | Успех     |
| 25 июля     | Космос-2        | Космос-668 (ДС-П1-Ю № 74)            | Плесецк 133/1                  | 07385 / 1974-058A                     | Успех     |
| 26 июля     | Восход          | Космос-669 (Зенит-2М)                | Плесецк 43/4                   | 07389 / 1974-059A                     | Успех     |
| 29 июля     | Протон/ДМ       | Молния-1С (Молния-1+)                | Байконур 81/24                 | 07392 / 1974-060A                     | Успех     |
| 6 августа   | Союз-У          | Космос-670 (Союз 7К-С)               | Байконур Пл. 1                 | 07405 / 1974-061A                     | Успех     |
| 7 августа   | Восход          | Космос-671 (Зенит-4МК)               | Плесецк 43/4                   | 07409 / 1974-062A                     | Успех     |
| 12 августа  | Союз-У          | Космос-672 (Союз 7К-ТМ)              | Байконур Пл. 31                | 07413 / 1974-064A                     | Успех     |
| 16 августа  | Восток-2М       | Космос-673 (Целина-Д)                | Плесецк 43/4                   | 07417 / 1974-066A                     | Успех     |
| 26 августа  | Союз            | Союз-15 (Союз 7К-Т(А9))              | Байконур Пл. 1                 | 07421 / 1974-067A                     | Успех     |
| 29 августа  | Восход          | Космос-674 (Зенит-4МК)               | Байконур Пл. 31                | 07423 / 1974-068A                     | Успех     |
| 29 августа  | Космос-3М       | Космос-675 (Сфера)                   | Плесецк 132/2                  | 07424 / 1974-069A                     | Успех     |
| 30 августа  | Восход          | Зенит-2М                             | Плесецк 41/1                   |                                       | Неудача   |
| 11 сентября | Космос-3М       | Космос-676 (Стрела-2)                | Плесецк 132/2                  | 07433 / 1974-071A                     | Успех     |
| 19 сентября | Космос-3М       | Космос-677 — Космос-684 (Стрела- 1М) | Плесецк 132/2                  | 07435 / 1974-072A — 07442 / 1974-072H | Успех     |
| 20 сентября | Восход          | Космос-685 (Зенит-2М)                | Байконур Пл. 31                | 07445 / 1974-073A                     | Успех     |
| 26 сентября | Космос-2        | Космос-686 (ДС-П1-Ю № 72)            | Плесецк 133/1                  | 07447 / 1974-074A                     | Успех     |
| 11 октября  | Космос-3М       | Космос-687 (Вектор)                  | Плесецк 132/2                  | 07469 / 1974-076A                     | Успех     |
| 18 октября  | Восход          | Космос-688 (Зенит-4МК)               | Плесецк 41/1                   | 07473 / 1974-078A                     | Успех     |
| 18 октября  | Космос-3М       | Космос-689 (Залив)                   | Плесецк 132/2                  | 07476 / 1974-079A                     | Успех     |
| 22 октября  | Союз-У          | Космос-690 (Бион)                    | Плесецк 43/4                   | 07478 / 1974-080A                     | Успех     |
| 24 октября  | Молния-М        | Молния-1-28 (Молния-1+)              | Плесецк 41/1                   | 07480 / 1974-081A                     | Успех     |
| 25 октября  | Союз-У          | Космос-691 (Зенит-4МК)               | Байконур Пл. 31                | 07483 / 1974-082A                     | Успех     |
| 28 октября  | Восток-2М       | Метеор-1-19 (Метеор-МВ)              | Плесецк 43/4                   | 07490 / 1974-083A                     | Успех     |
| 28 октября  | Протон-К/Блок Д | Луна-23                              | Байконур 81/24                 | 07491 / 1974-084A                     | Успех     |
| 31 октября  | Космос-3М       | Интеркосмос-12 (ДС-У2-ИК № 4)        | Плесецк 132/2                  | 07500 / 1974-086A                     | Успех     |
| 1 ноября    | Восход          | Космос-692 (Зенит-2М)                | Плесецк 43/4                   | 07502 / 1974-087A                     | Успех     |
| 4 ноября    | Союз-М          | Космос-693 (Орион)                   | Плесецк 41/1                   | 07509 / 1974-088A                     | Успех     |
| 16 ноября   | Восход          | Космос-694 (Зенит-4МК)               | Плесецк 43/4                   | 07533 / 1974-090A                     | Успех     |
| 20 ноября   | Космос-2        | Космос-695 (ДС-П1-Ю № 73)            | Плесецк 133/1                  | 07538 / 1974-091A                     | Успех     |
| 21 ноября   | Молния-М        | Молния-3-01 (Молния-3)               | Плесецк 41/1                   | 07540 / 1974-092A                     | Успех     |
| 27 ноября   | Восход          | Космос-696 (Зенит-2М)                | Плесецк 43/4                   | 07551 / 1974-095A                     | Успех     |
| 2 декабря   | Союз-У          | Союз-16 (Союз 7К-ТМ)                 | Байконур Пл. 1                 | 07561 / 1974-096A                     | Успех     |
| 13 декабря  | Союз-У          | Космос-697 (Янтарь-2К)               | Плесецк 43/3                   | 07571 / 1974-098A                     | Успех     |
| 17 декабря  | Восток-2М       | Метеор-1-20 (Метеор-МВ)              | Плесецк 43/4                   | 07574 / 1974-099A                     | Успех     |
| 18 декабря  | Космос-3М       | Космос-698 (Целина-О)                | Плесецк 132/1                  | 07576 / 1974-100A                     | Успех     |
| 21 декабря  | Молния-М        | Молния-2-11 (Молния-2)               | Плесецк 41/1                   | 07583 / 1974-102A                     | Успех     |
| 24 декабря  | Циклон-2        | Космос-699 (УС-П)                    | Байконур 90/20                 | 07587 / 1974-103A                     | Успех     |
| 26 декабря  | Протон-К        | Салют-4 (ДОС)                        | Байконур 81/24                 | 07591 / 1974-104A                     | Успех     |
| 26 декабря  | Космос-3М       | Космос-700 (Парус)                   | Плесецк 132/1                  | 07593 / 1974-105A                     | Успех     |
| 27 декабря  | Восход          | Космос-701 (Зенит-4МК)               | Байконур Пл. 31                | 07596 / 1974-106A                     | Успех     |

## Статистика
Количество запусков: 85
Успешных запусков: 81
| Ракета-носитель | Число стартов | Неудачи | Примечания |
| --------------- | ------------- | ------- | ---------- |
| Восход          | 24            | 2       |            |
| Космос-2        | 7             | 1       |            |
| Космос-3М       | 17            | 0       |            |
| Восток-2М       | 6             | 0       |            |
| Союз-У          | 10            | 1       |            |
| Союз-М          | 2             | 0       |            |
| Союз            | 3             | 0       |            |
| Молния-М        | 7             | 0       |            |
| Протон-К        | 6             | 0       |            |
| Циклон-2        | 3             | 0       |            |

| Космодром   | Число стартов | Неудачи | Примечания |
| ----------- | ------------- | ------- | ---------- |
| Плесецк     | 58            | 3       |            |
| Байконур    | 26            | 1       |            |
| Капустин Яр | 1             | 0       |            |

## Прочие события
| Дата        | Событие |
| ----------- | --- |
| 10 февраля  | Советская автоматическая межпланетная станция «Марс-4» (06742 / 1973-047A) совершила пролёт мимо планеты Марс, пройдя на расстоянии 2200 километров от её поверхности. Программа полёта предусматривала вывод станции на орбиту вокруг Марса. Однако, из-за нарушения в работе одной из бортовых систем тормозная двигательная установка не включилась и станция, пройдя мимо планеты, вышла на гелиоцентрическую орбиту. |
| 12 февраля  | Советская автоматическая межпланетная станция «Марс-5» (06754 / 1973-049A) выведена на орбиту вокруг Марса. |
| 9 марта     | Советская автоматическая межпланетная станция «Марс-7» (06776 / 1973-053A) совершила пролёт мимо планеты Марс, пройдя на расстоянии 1300 километров от его поверхности. При приближении к планете от станции отделился спускаемый аппарат (07224 / 1973-053E). Программа полёта предусматривала совершение посадки на поверхность Марса. Однако, из-за нарушения в работе одной из бортовых систем, спускаемый аппарат прошёл мимо планеты и вышел на гелиоцентрическую орбиту. |
| 12 марта    | Советская автоматическая межпланетная станция «Марс-6» (06768 / 1973-052A) совершила пролёт мимо планеты Марс, пройдя на расстоянии 1600 километров от поверхности планеты. Непосредственно перед пролётом от станции был отделен спускаемый аппарат (07223 / 1973-052D). Спускаемый аппарат вошёл в атмосферу планеты и на высоте порядка 20 километров в действие была введена парашютная система. В непосредственной близости от поверхности планеты Марс радиосвязь со спускаемым аппаратом прекратилась. Спускаемый аппарат достиг поверхности планеты в точке с координатами 24 град. южной широты и 25 град. западной долготы. |
| 12 апреля   | В Москве состоялось торжественное собрание, посвященное Дню космонавтики. |
| 15 мая      | Принято постановление ЦК КПСС и Совета Министров СССР о прекращении работ по подготовке и осуществлению пилотируемой экспедиции на Луну. |
| 30 мая      | Осуществлена коррекция траектории полёта советской автоматической межпланетной станции «Луна-22». |
| 2 июня      | Советская автоматическая межпланетная станция «Луна-22» выведена на орбиту вокруг Луны. Параметры орбиты станции составили: наклонение орбиты к плоскости лунного экватора — 19,3 град.; период обращения — 118 мин.; минимальная высота над поверхностью Луны (в перицентре) — 25 км; максимальная высота над поверхностью Луны (в апоцентре) — 244 км. |
| 3 июля      | В Москве подписан протокол к Договору между СССР и США об ограничении систем противоракетной обороны. |
| 5 июля      | Осуществлена стыковка космического корабля «Союз-14» и орбитальной станции «Салют-3». Космонавты перешли на борт станции и приступили к выполнению программы полёта. |
| 19 июля     | 09:03. Осуществлена расстыковка космического корабля «Союз-14» и орбитальной станции «Салют-3». |
| 19 июля     | 12:21 в 140 километрах юго-восточнее города Джезказган совершил посадку спускаемый аппарат космического корабля «Союз-14». На Землю возвратились космонавты Павел Романович Попович и Юрий Петрович Артюхин. Продолжительность полёта составила 15 дней 17 часов 30 минут 28 секунд. |
| 20 июля     | Президиум Верховного Совета СССР принял указы о присвоении звания Героя Советского Союза и звания «Летчик-космонавт СССР» Юрию Петровичу Артюхину, а также указ о награждении Героя Советского Союза, лётчика-космонавта СССР Павла Романовича Поповича орденом Ленина и второй медалью «Золотая Звезда». |
| 21 июля     | Опубликовано поздравление Генерального секретаря ЦК КПСС Леонида Ильича Брежнева, Председателя Президиума Верховного Совета СССР Николая Викторовича Подгорного и Председателя Совета Министров СССР Алексея Николаевича Косыгина учёным, конструкторам, инженерам, техникам и рабочим, всем коллективам и организациям, участвовавшим в подготовке и осуществлении полёта орбитальной научной станции «Салют-3» и транспортного корабля «Союз-14», космонавтам Павлу Романовичу Поповичу, Юрию Петровичу Артюхину с успешным завершением полёта.                                                                                     |
| 27 августа  | Предпринята попытка стыковки космического корабля «Союз-15» и орбитальной станции «Салют-3». Из-за сбоя в работе аппаратуры сближения и стыковки, космонавтам не удалось осуществить стыковку со станцией. Принято решение прервать полёт и совершить посадку на Землю. |
| 28 августа  | В 20:10 в 48 километрах юго-западнее города Целиноград осуществил посадку спускаемый аппарат космического корабля «Союз-15». На Землю возвратились космонавты Геннадий Васильевич Сарафанов и Лев Степанович Демин. Продолжительность полёта составила 2 дня 12 минут 11 секунд. Посадка проходила в ночных условиях. |
| 2 сентября  | Президиум Верховного Совета СССР принял указы о присвоении звания Героя Советского Союза летчикам-космонавтам Льву Степановичу Демину и Геннадию Васильевичу Сарафанову, а также о присвоении им звания «Летчик-космонавт СССР». |
| 23 сентября | От станции «Салют-3» отделен возвращаемый аппарат с материалами исследований и экспериментов. После включения двигательной установки аппарат перешёл на траекторию спуска к Земле. Перед входом в плотные слои атмосферы произошло отделение двигательной установки. Мягкая посадка совершена на территории СССР. |
| 31 октября  | Осуществлена коррекция траектории полёта советской автоматической межпланетной станции «Луна-23». |
| 1 ноября    | Советская автоматическая межпланетная станция «Луна-23» выведена на орбиту вокруг Луны. |
| 6 ноября    | Советская автоматическая межпланетная стация «Луна-23» совершила посадку на поверхности Луны в южной части Моря Кризисов. Во время посадки станции было повреждено грунтозаборное устройство, что сделало невозможным дальнейшее выполнение программы полёта. Принято решение провести работу со станцией по сокращённой программе. |
| 9 ноября    | Прекращена работа с советской автоматической межпланетной станцией «Луна- 23». |
| 12 ноября   | На территории СССР совершил мягкую посадку спускаемый аппарат биологического спутника «Космос-690». На Землю возвращены биологические объекты, на которых изучалось влияние радиации на живые организмы. Продолжительность полёта составила 21 сутки. |
| 8 декабря   | В 08:04. В 300 километрах севернее города Джезказган совершил посадку спускаемый аппарат космического корабля «Союз-16». На Землю возвратились космонавты Анатолий Васильевич Филипченко и Николай Николаевич Рукавишников. Продолжительность полёта составила 5 дней 22 часа 23 минуты 35 секунд. |
| 11 декабря  | Президиум Верховного Совета СССР принял указы о награждении Героев Советского Союза, летчиков-космонавтов СССР Анатолия Васильевича Филипченко и Николая Николаевича Рукавишникова орденом Ленина и второй медалью «Золотая Звезда». |
| 28 декабря  | Введен в эксплуатацию Центр управления космическими полётами в городе Калининград (ныне город Королев, Московская область). |